# Tania Morales

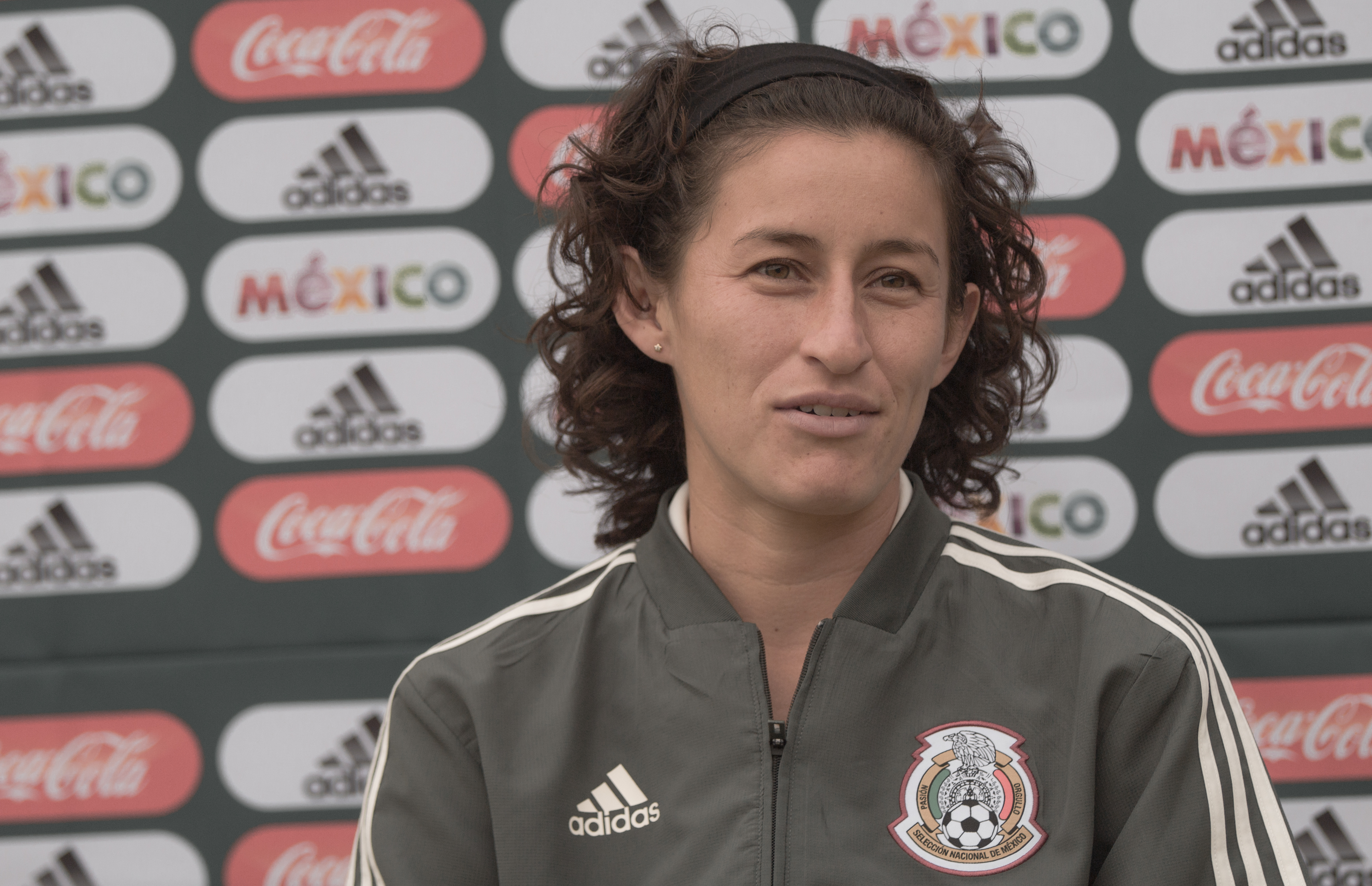
Morales (2016)

Tania Paola Morales Bazarte (* 22. Dezember 1986 in Guadalajara, Jalisco), auch bekannt unter dem Spitznamen La Guardado, ist eine mexikanische Fußballspielerin.

## Leben
Die 167 cm große Tania Morales trat 2001 ihrem Heimatverein Chivas Femenil bei,
bei dem sie bis 2021 unter Vertrag stand. Ende 2021 wechselte Morales zum Hauptstadtverein CD Cruz Azul.
Ihren Spitznamen "La Guardado" erhielt die im Mittelfeld und im Angriff auf der Position des Linksaußen gleichermaßen  einsetzbare Morales aufgrund ihres Spielstils, der dem des ebenfalls in Guadalajara geborenen Andrés Guardado ähnelt. Ihre Fußballleidenschaft wurde bereits in Kinderjahren geweckt, weil Tania Morales mit ihrem Vater und ihren drei Brüdern ständig Fußball spielte.